# Dziennik wiejskiego proboszcza
Dziennik wiejskiego proboszcza – francuski film fabularny z 1951 roku w reżyserii Roberta Bressona. Film zrealizowano na podstawie powieści Georges’a Bernanosa. Zdjęcia do niego były realizowane w miejscowościach Équirre, Hesdin i Torcy, położonych w północnej Francji.

## Fabuła
Młody, ciężko chory i świeżo upieczony proboszcz obejmuje opiekę nad parafią, położoną w północnej Francji, we wsi Ambricourt. Mimo starań w jak najlepszym wykonywaniu swoich obowiązków spotyka się z niechęcią i brakiem zrozumienia ze strony miejscowej ludności. Ksiądz zaczyna powątpiewać w sens swojej posługi, zapisując swoje refleksje w osobistym dzienniku; wątpliwościami tymi dzieli się również z proboszczem sąsiedniej wsi, Torcy.

## Obsada
- Claude Laydu - proboszcz wsi Ambricourt
- André Guibert -  proboszcz wsi Torca
- Nicole Ladmiral - Chantal
- Jean Danet - Olivier
- Gilberte Terbois - panna Dumouchel
- Serge Bento - Mitonnet
- Jean Riveyre - hrabia

i inni

## Nagrody i nominacje
12. MFF w Wenecji (1951)
- nagroda międzynarodowa
- nagroda za najlepsze zdjęcia (Léonce-Henri Burel)
- nagroda włoskich krytyków filmowych
- nagroda OCIC
  - udział w konkursie głównym

BAFTA (1953)
- nominacja dla najlepszego aktora zagranicznego (Claude Laydu)